# إيلا كاستيلون
إيلا كاستيلون (بالإنجليزية: Ella Castelhun )‏ ولدت في 1868 وتوفيت في 1961 ، كانت مهندسة معمارية أمريكية التي تعمل في المقام الأول في سان فرانسيسكو في أوائل القرن 20th.

## المهنة
في عام 1905 ، أصبحت كاستيلون ثاني امرأة يتم تسجيلها كمهندسة معمارية في ولاية كاليفورنيا. بالإضافة إلى مهنتها كمهندسة معمارية، كانت كاستيلون أيضًا فنانة، درست في معهد الفنون في سان فرانسيسكو مارك هوكنز في أواخر القرن التاسع عشر. في عام 1893 ، في سن ال 25 ، التحقت كاستيلون لفصل الخريف في جامعة كاليفورنيا ، بيركلي. تخرجت بدرجة البكالوريوس في الفلسفة في عام 1898 ، ثم أصبحت معتمدة في وقت لاحق لتعليم المدرسة الثانوية. ومع ذلك، واصلت دراساتها العليا في الهندسة المعمارية وكانت مرخصة في عام 1905.
فقط ثلاث مبان معروفة على وجه التحديد بأنها مصممة من قبل كاستيلون  ، ثلاثة منازل بنيت لنساء مختلفات من المحتمل أن يعرفن بـكاستيلون، وتشمل أولندر ( بالإنجليزية : Olander ) البيت في 265-67 شارع ليكسينغتون، سان فرانسيسكو، بنيت لميتيلدا أولاندر. و 48-50 شارع ميريت (الآن 3054-56 شارع السوق) ، الذي بني من أجل وينفريد ماكون. ثم بناء منزل آخر في 68 شارع بالم ، سان فرانسيسكو، لمارغريت دويل. على الأرجح بسبب الصعوبات في العثور على عملاء في أعقاب الحرب العالمية الأولى، تخلت كاستيلون عن رخصة العمارة في عام 1921.
دفنت في مقبرة ماونتن فيو في أوكلاند.